# Louis Moreau
Louis Gabriel Moreau, född 1740, död 12 oktober 1806, var en fransk konstnär. Han var bror till Jean-Michel Moreau.
Moreau målade särskilt stadsmotiv och parklandskap med dragning åt romantisk uppfattning. Han var tidvis verksam i Storbritannien.